# Змазнево
Зма́знево (рос. Змазнево) — селище у складі Зоринського району Алтайського краю, Росія. Входить до складу Новодрачонінської сільської ради.
Стара назва — Смазнево.

## Населення
Населення — 118 осіб (2010; 156 у 2002).
Національний склад (станом на 2002 рік):
- росіяни — 93 %